# میرازور
میرازور (انگلیسی: Mirazur) یک رستوران سه‌ستارهٔ  فرانسوی است که در شهر منتون واقع شده‌است. مالک و سرآشپز این رستوران سرآشپز آرژانتینی مائورو کولاگرکو است که پیش‌تر با برنار لوازو، آلن پاسار، آلن دوکاس و گی مارتان همکاری داشت. این رستوران در سال‌های ۲۰۱۷ و ۲۰۱۸ به‌ترتیب در رتبهٔ چهارم و سوم فهرست ۵۰ رستوران برتر جهان قرار داشت و در سال ۲۰۱۹ به‌عنوان برترین رستوران جهان انتخاب شد.